# Kanton Viriat
Der Kanton Viriat war von 1985 bis 2015 ein französischer Wahlkreis im Département Ain in der Region Rhône-Alpes. Er umfasste sechs Gemeinden im Arrondissement Bourg-en-Bresse, sein Hauptort (frz.: chef-lieu) war Viriat.

## Gemeinden
| Gemeinde              | Einwohner Jahr | Fläche km² | Bevölkerungsdichte | Code INSEE | Postleitzahl |
| --------------------- | -------------- | ---------- | ------------------ | ---------- | ------------ |
| Buellas               | 1.734 (2013)   | 10,2       | 170 Einw./km²      | 01065      | 01310        |
| Montcet               | 659 (2013)     | 6,7        | 98 Einw./km²       | 01259      | 01310        |
| Polliat               | 2.424 (2013)   | 20,1       | 121 Einw./km²      | 01301      | 01310        |
| Saint-Denis-lès-Bourg | 5.505 (2013)   | 12,6       | 437 Einw./km²      | 01344      | 01000        |
| Vandeins              | 671 (2013)     | 9,4        | 71 Einw./km²       | 01429      | 01660        |
| Viriat                | 6.258 (2013)   | 45,4       | 138 Einw./km²      | 01451      | 01440        |

## Einwohner
| Bevölkerungsentwicklung | Bevölkerungsentwicklung |
| Jahr                    | Einwohner               |
| ----------------------- | ----------------------- |
| 1962                    | 7062                    |
| 1968                    | 8140                    |
| 1975                    | 9625                    |
| 1982                    | 10.815                  |
| 1990                    | 12.868                  |
| 1999                    | 14.515                  |
| 2006                    | 15.805                  |
| 2011                    | 16.961                  |

## Politik
| Vertreter im conseil général des Départements | Vertreter im conseil général des Départements | Vertreter im conseil général des Départements |
| Amtszeit                                      | Name                                          | Partei                                        |
| --------------------------------------------- | --------------------------------------------- | --------------------------------------------- |
| 1985–2004                                     | Pierre Fromont                                | DVG                                           |
| 2004–2011                                     | Jacques Nallet                                | DVG                                           |
| 2011–2015                                     | Bernard Perret                                | DVD                                           |